# Edna Gladney

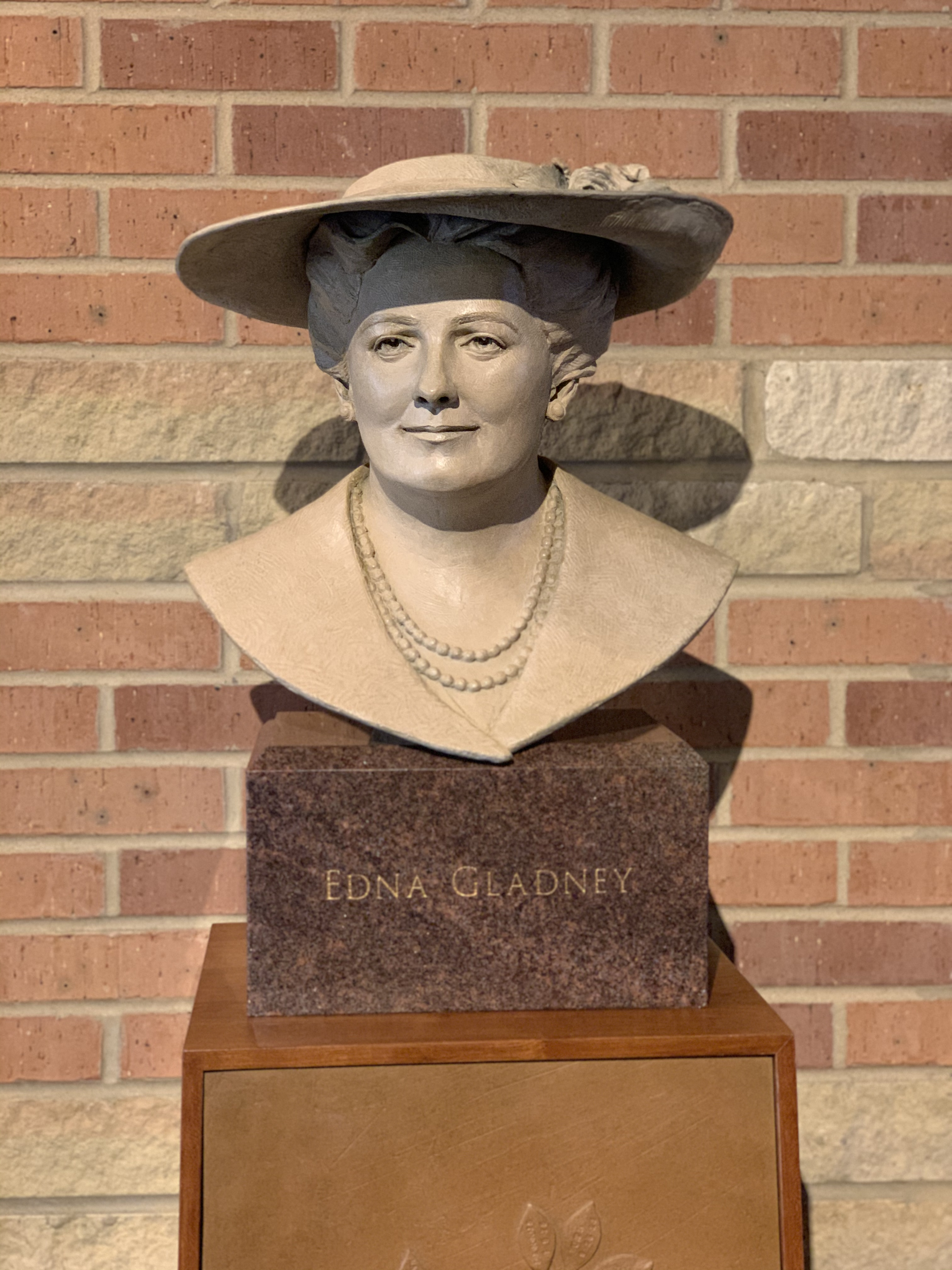
Edna Gladney

Edna Browning Kahly Gladney (Milwaukee, 22 januari 1886 - Texas, 2 oktober 1961) was een Amerikaans activist die streed voor de rechten van de slechter gestelde kinderen.
Ze groeide op in Milwaukee, waar ze bleef wonen tot de dood van haar vader Maurice Kahly in 1903. Haar moeder Minnie Nell (Jones) Kahly stuurde haar vervolgens naar Fort Worth, waar ze woonde bij haar tante. In 1906 trouwde ze met Sam Gladney. Ze verhuisden naar Wolfe City, waar ze een molen kochten. Hier was ze voor het eerst getuige van de slechte manier waarop arme en buitenechtelijke kinderen werden behandeld. Ze werd een activiste en richtte een gratis dagverblijf op voor deze kinderen. Ze betaalde de kosten met haar eigen geld en donaties.
Omdat het minder goed ging met de zaken van Sam, verhuisden ze in 1924 terug naar Fort Worth. Gladney sloot zich aan bij de 'Texas Children's Home and Aid Society'. In 1935 was ze een kinderloze weduwe en wijdde haar leven aan het verzorgen van kinderen die waren verstoten uit hun familie. Ook zorgde ze ervoor dat in de steek gelaten kinderen werden geadopteerd door families. Tevens slaagde ze erin dat het woord 'buitenechtelijk' wordt weggehaald van geboortecertificaten van buitenechtelijke kinderen. Haar levensverhaal werd verteld in de film Blossoms in the Dust (1941), waarin actrice Greer Garson haar vertolkte. Gladney kreeg hierdoor nationale aandacht.
In 1950 veranderde het ziekenhuis West Texas Maternity Hospital zijn naam naar Edna Gladney Home (tegenwoordig Gladney Center). Ze werd in 1957 geëerd door de Texas Christian University. In haar hele leven zorgde ze ervoor dat meer dan 10.000 verlaten kinderen adoptieve ouders kregen. Pas in 1960 ging ze met pensioen en stierf een jaar later op 75-jarige leeftijd.